# Quan điểm của người Do Thái về đồng tính luyến ái

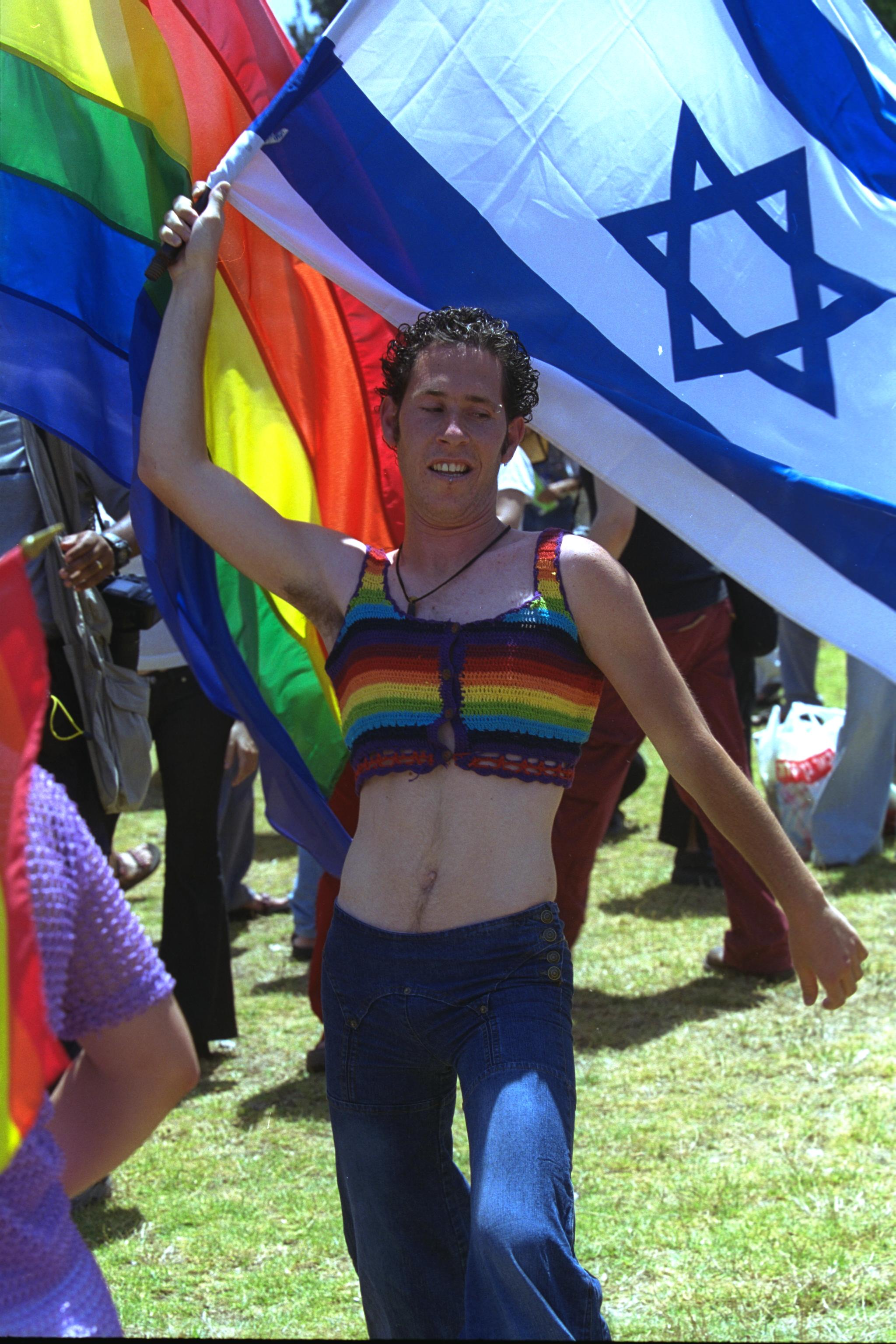
Một người Do Thái đồng tính luyến ái tham gia buổi diễu hành LGBT được tổ chức ở Jerusalem

Đồng tính luyến ái trong Do Thái Giáo là chủ đề được nhắc tới trong Kinh Thánh Torah của người Do Thái. Theo Sách Lêvi thì hành động quan hệ tình dục đồng giới giữa hai người đàn ông được coi là to'evah (có nghĩa là ghê tởm hoặc bị ghét cay ghét đắng) và hành động quan hệ tình dục đồng giới giữa hai người nam có thể dẫn đến án Tử hình dựa theo luật pháp đạo Do Thái giáo Halakha.

## Đồng tính luyến ái trong Kinh Thánh Torah
Quan điểm truyền thống trong Kinh Thánh Torah đề cập đến đồng tính luyến ái hai lần trong Sách Lêvi:
וְאֶת-זָכָר—לֹא תִשְׁכַּב, מִשְׁכְּבֵי אִשָּׁה: תּוֹעֵבָה, הִוא.
Sách Lêvi 18:22 "Ngươi không được quan hệ tình dục giao hợp với đàn ông như quan hệ tình dục giao hợp với phụ nữ. Điều đó là tội lỗi gớm ghiếc kinh tởm.."

וְאִישׁ, אֲשֶׁר יִשְׁכַּב אֶת-זָכָר מִשְׁכְּבֵי אִשָּׁה—תּוֹעֵבָה עָשׂוּ, שְׁנֵיהֶם; מוֹת יוּמָתוּ, דְּמֵיהֶם בָּם.
Sách Lêvi 20:13 "Và nếu một người đàn ông nào quan hệ tình dục giao cấu với người đàn ông khác như với một người đàn bà tức là đã phạm một tội lỗi ghê tởm. Cả hai phải bị giết chết. Máu của chúng nó phải đổ lên bản thân của chúng nó."